# Gestión del coste
En administración la gestión del coste es el proceso por el cual las empresas usan los recuentos de costes para informar o controlar los distintos costes de su negocio.
El término "gestión del coste” se usa ampliamente hoy en día en el mundo de los negocios. Desafortunadamente no hay una definición uniforme. El término se usa para describir las actividades de los administradores en planificación a corto y largo plazo, y decisiones de control, que incrementen el valor para los clientes, y disminuyan el precio de los productos y servicios. Por ejemplo, los administradores toman decisiones contemplando la cantidad y tipo de material que se usa, cambios en procesos en planta, y cambios en el diseño del producto. La información de los sistemas de cuentas, ayudan al administrador a tomar dichas decisiones, pero tal información y dichos sistemas, no son en sí mismos la gestión del coste.
La gestión del coste tiene un amplio enfoque. Incluye la reducción continua de costes, sin estar confinada sólo a ello. La planificación y control de costes normalmente está irremediablemente unida con la planificación de ingresos y ganancias. Por ejemplo, para mejorar los ingresos y ganancias, los gestores suelen incurrir en gastos adicionales en publicidad y modificaciones del producto.
La gestión del coste no se practica aisladamente. Es una parte integrante de la gestión general de estrategias y su implementación. Un ejemplo son los programas que mejoran la satisfacción del cliente y la calidad.